# Peter Morrison
Sir Peter Hugh Morrison (ur. 2 czerwca 1944, zm. 13 lipca 1995) – brytyjski artystokrata i polityk, najmłodszy syn Johna Morrisona, 1. barona Margadale i Margaret Smith, córki 2. wicehrabiego Hambleden.
W lutym 1974 r. zasiadł w Izbie Gmin po tym, jak wygrał wybory w okręgu Chester. W życiu politycznym był związany z Partią Konserwatywną. Był jednym z najwierniejszych zwolenników Margaret Thatcher. W 1975 r. poparł ją w wyborach na lidera Partii Konserwatywnej. Po dojściu konserwatystów do władzy w 1979 r. sprawował kilka pomniejszych funkcji ministerialnych, takich jak minister stanu w ministerstwie energii (od 1987 r.). Był również asystentem zasiadającego w zarządzie partii Normana Tebbita. W 1990 r. został parlamentarnym prywatnym sekretarzem Margaret Thatcher.
Podczas wyborów przewodniczącego konserwatystów w 1990 r. Morrison kierował kampanią pani premier. Popełnił jednak wiele błędów, wychodząc z założenia, że dotychczasowa przewodnicząca ma wystarczające poparcie wśród deputowanych i wygra w cuglach. Kiedy pewnego popołudnia Alan Clark odwiedził Morrisona w jego gabinecie, ten smacznie spał. Rachuby Morrisona zawiodły już w pierwszej turze, kiedy okazało się, że Margaret Thatcher nie ma poparcia wystarczającego do reelekcji. Morrison podjął spóźnione działania mające poprawić notowania pani premier, ale to nie pomogło i nowym liderem konserwatystów został John Major.
Morrison zasiadał w Parlamencie do 1992 r. Zmarł trzy lata później. Nie ożenił się i nie pozostawił potomstwa.